# Lala (metropolitana di Napoli)
Lala è una stazione della linea 6 della metropolitana di Napoli.

## Storia
Con Augusto e Mergellina è una delle stazioni della linea 6 realizzate nel 1990 in vista dei mondiali di Italia '90 per la mai attivata Linea Tranviaria Rapida. 
In corrispondenza dell'asola creata per la costruzione della stazione, nel maggio 1990, furono calate le prime sei elettromotrici destinate all'esercizio della linea. 
Rimasta a lungo chiusa e abbandonata fu ammodernata e riallestita tra il 2001 e il 2005 secondo il progetto dello Studio Protec, collateralmente ai lavori di sistemazione urbanistica di piazza Italia e largo Alessandro Lala.
Entrò in servizio il 4 febbraio 2007, in concomitanza dell'attivazione del servizio tra le stazioni di Mostra e Mergellina. 
Nel 2013 fu nuovamente chiusa a causa della sospensione del servizio in vista dell'ultimazione del tracciato fino a Municipio. Fu riattivata il 17 luglio 2024, contestualmente alla riapertura della linea.

## Strutture e impianti
Organica al circuito delle stazioni dell'arte, ospita opere di Nanni Balestrini, Monica Biancardi, Luca Campigotto, Salvino Campos, Vincenzo Castella e Ousmane Ndiaye.
La stazione presenta due binari passanti in canna singola e altrettante banchine laterali, posti a 15 metri di profondità sotto il livello stradale. 
Realizzata inizialmente come stazione metrotranviaria non presenta un piano mezzanino sotterraneo. Per ospitare i locali di sorveglianza e i tornelli, in occasione dell'ammodernamento del 2001-2005, è stato realizzato un padiglione in piazza Italia con funzione di atrio, ospitante l'accesso superiore alle scale mobili di collegamento alla discenderia che conduce alla banchina direzione Municipio. 
Sono presenti, inoltre, due uscite - una per direzione di marcia - in largo Alessandro Lala (direzione Municipio) e piazza Italia (direzione Mostra), risalenti alla prima configurazione della stazione.

## Galleria d'immagini

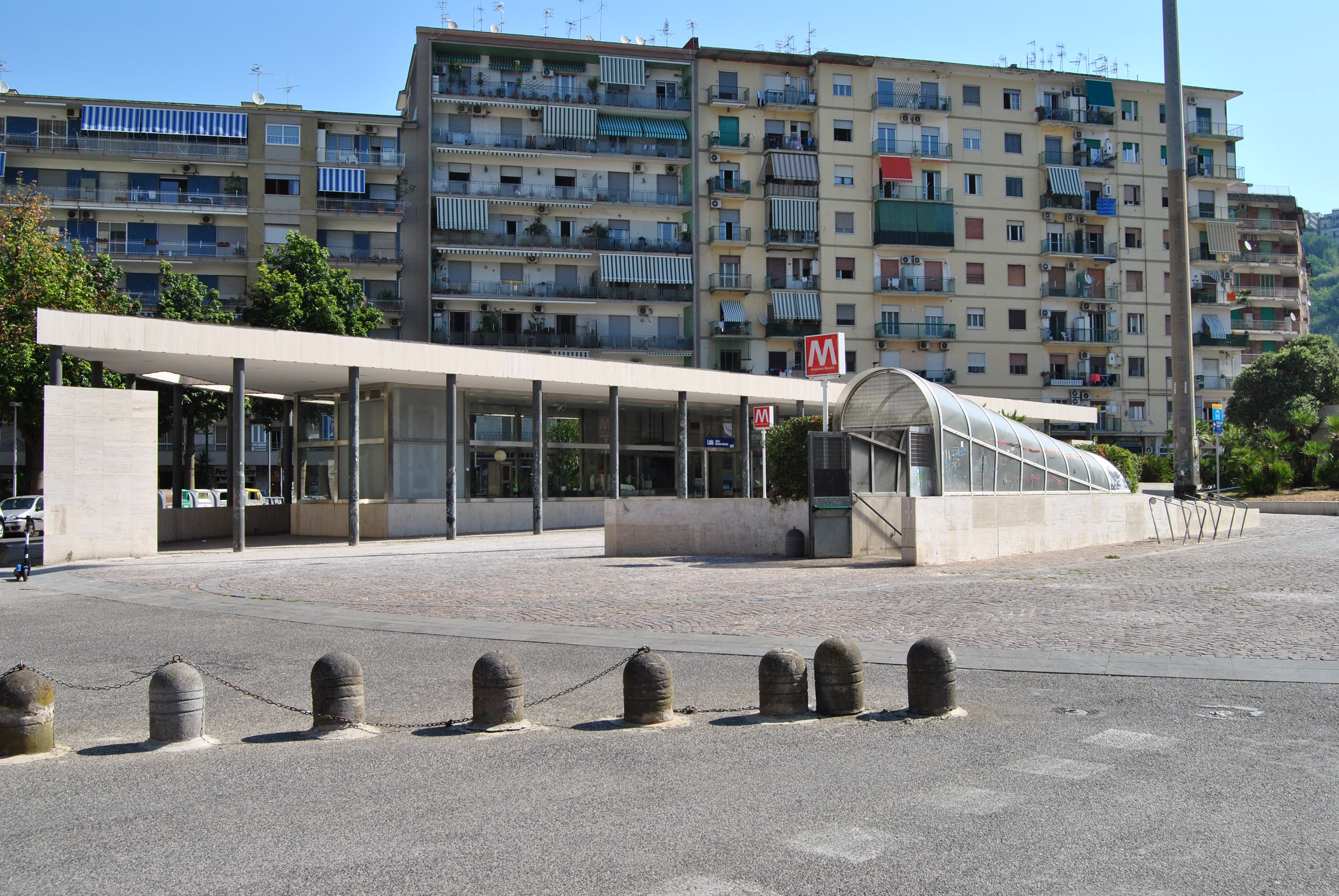
Esterno della stazione
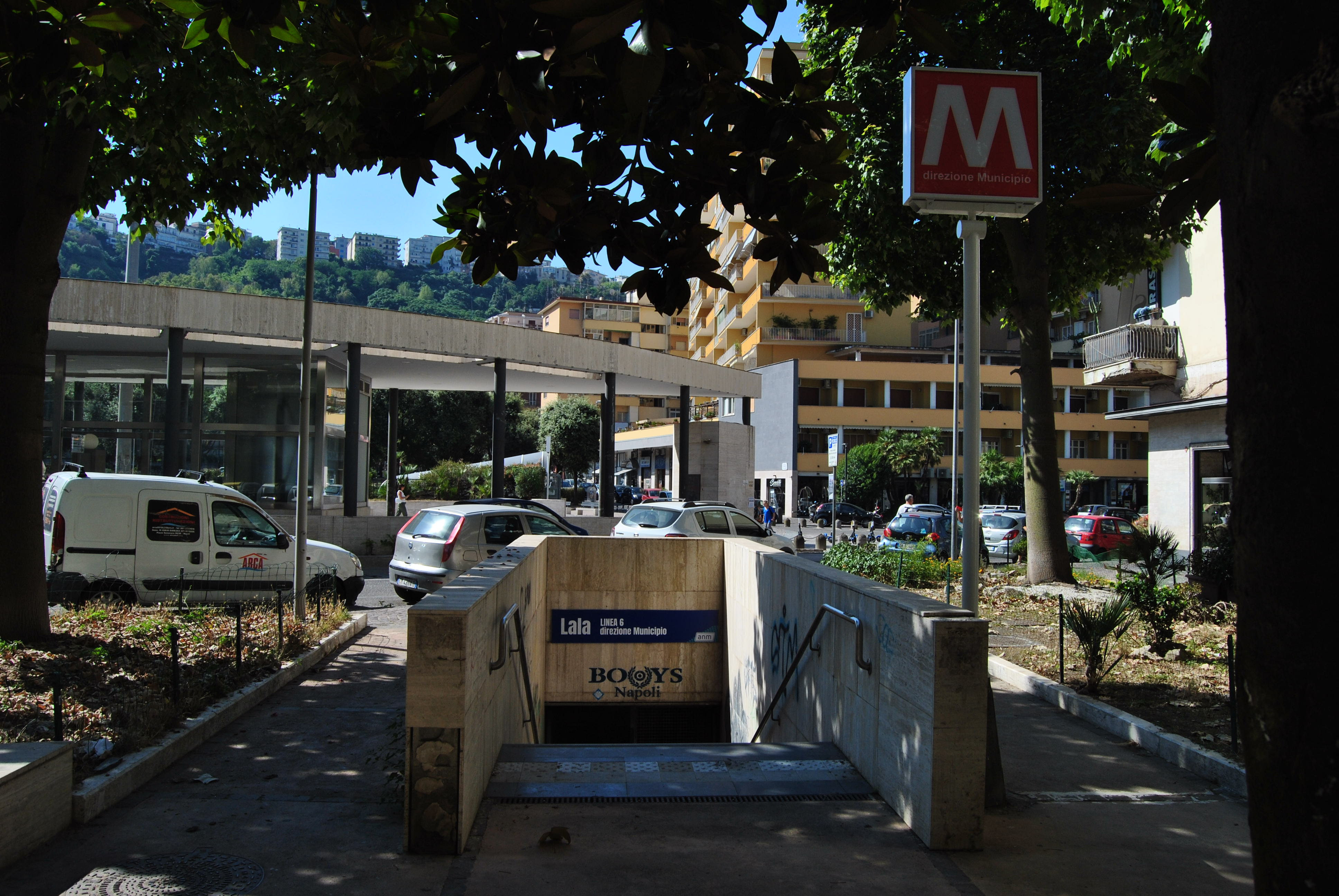
L'ingresso in largo Alessandro Lala
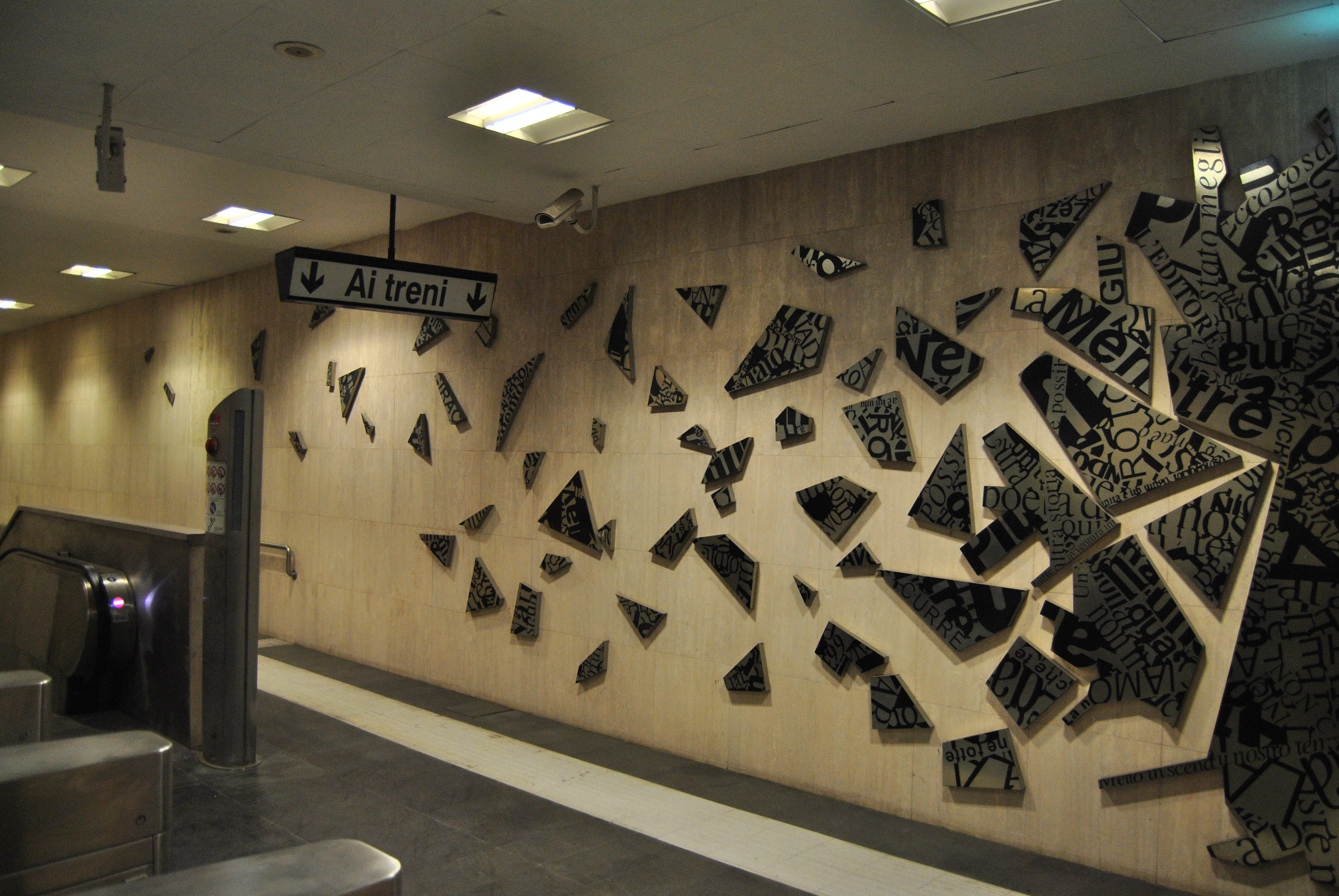
L'installazione Allucco di Nanni Balestrini
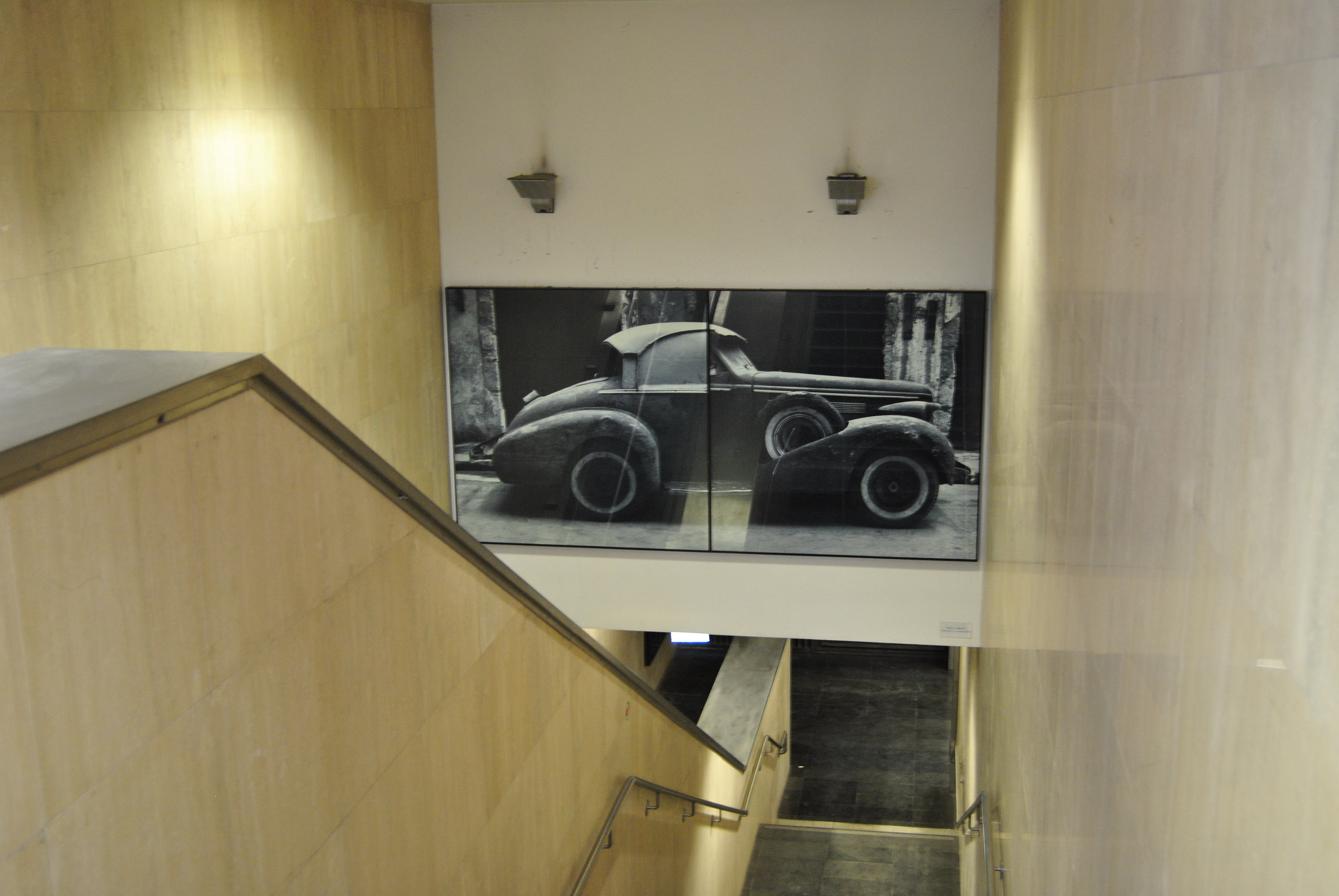
L'opera Untitled 12/La Habana di Salvino Campos

## Servizi
La stazione dispone di:
- Biglietteria automatica
- Scale mobili
- Ascensore
- Accessibilità per portatori di handicap
- Stazione video sorvegliata

## Interscambi
- Stazione ferroviaria (Fuorigrotta)
- Fermata autobus ANM ed EAV